# 東京生活をプロデュース
『東京生活をプロデュース』（とうきょうせいかつをプロデュース）は、2003年から2008年までの毎年2月に一部日本テレビ系列局で放送された広島テレビ制作のバラエティ情報番組である。ステレオ放送。

## 概要
「地方から東京へ行く者へのアドバイス番組」とのコンセプトのため、関東（日本テレビ）、関西（読売テレビ）、中京（中京テレビ）の三大都市圏の系列局での放送は行われなかったが、七大都市圏のうち、札幌・仙台・岡山・広島・福岡の系列局での放送が行われた。ただし、2008年版については制作局の広島テレビのみの放送となった。
番組構成は女性ファッションに関する情報や東京近郊の観光地の紹介が多く、またバラエティー番組に近い演出がなされたため、番組の趣旨と内容とが合致しているとは言い切れず、番組審議会からも「何を伝えたいのかよく分からない」、「本当に生活プロデュースをしているのか?」などの意見が出された。

## 放送時間・ネット局
- 広島テレビ…毎年2月16:00 - 16:55(JST)

### 2007年のネット局と放送時間
| 放送対象地域  | 放送局                       | 系列           | 放送時間 （2007年）   |
| ------------- | ---------------------------- | -------------- | --------------------- |
| 広島県        | 広島テレビ放送（HTV） 製作局 | 日本テレビ系列 | 2月3日 16:00 - 16:55  |
| 北海道        | 札幌テレビ放送（STV）        | 日本テレビ系列 | 2月3日 26:25 -27:20   |
| 宮城県        | 宮城テレビ放送（MMT）        | 日本テレビ系列 | 2月17日 10:30 - 11:25 |
| 静岡県        | 静岡第一テレビ（SDT）        | 日本テレビ系列 | 2月3日 10:30 - 11:25  |
| 岡山県 香川県 | 西日本放送（RNC）            | 日本テレビ系列 | 2月3日 9:30 - 10:25   |
| 福岡県        | 福岡放送（FBS）              | 日本テレビ系列 | 2月10日 25:46 - 26:41 |

## 出演者
2008年出演者
- アンガールズ
- 木下優樹菜

2007年出演者
- 品川庄司
- 夏川純
- 佐藤和沙
- 松崎桃子

2006年出演者
- レギュラー
- 水野裕子

ほか
2005年出演者
- アンタッチャブル
- 飯島愛

ほか

## 関連番組
- 東京最新版! - かつて日本テレビ系列のローカル局（日テレでは未放映）で放送された番組。東京都内の最新トレンドや流行のスポット等を紹介する内容。